# 張逸帆
張逸帆（1982年8月31日—），藝名JerryC（即Jerry Chang），為臺灣搖滾樂手、吉他手及音樂製作人，曾為華研國際音樂旗下樂手。其作品以改編D大調卡農搖滾版〈搖滾卡農〉最為知名，作品在網路上流傳後被全球仿效彈奏。後續作品如〈小幸運〉也風靡亞洲，成為全民傳唱的情歌。
為尖叫音樂工作室（Yellout Music Studio）、尖叫文化（Yellout Culture）的創辦人，現任台灣索尼音樂娛樂音樂總監。

## 背景
張逸帆從小就對音樂擁有極大的熱忱，7歲時開始彈鋼琴，17歲時開始玩吉他，現在擔任專業錄音室吉他手、吉他老師、流行音樂編曲人。改編的搖滾卡農成為網路現象，尤其當韓國学生林正铉以“Funtwo”的昵称演奏其歌曲並放上youtube流傳後，經國際傳媒廣泛報導引起關注，世界各地均有人彈奏該歌曲，並放在YouTube等網上播放。他個人組成樂隊C Band，並在公開場合演唱。
目前使用的樂器包括Fender American Deluxe、Fender Japanese Stratocaster、Fender John Mayer Special Edition BLACK1 Stratocaster、Fender Yngwie Malmsteen Stratocaster Vintage White、Gibson EDS-12752004 、 Fender Custom Shop SRV Relic Stratocaster、ESP Horizon FR-II及Line 6 Variax 500、Boss MT-2。

## 曾獲獎項
- 《第16屆YAMAHA熱音大賽全國最佳吉他手》
- 《第2屆當代吉他音樂創作大賽》第3名
- 《2022 Hito流行音樂獎－HITO作曲人〈一派輕鬆〉》（與李拾壹共獲）[8]

## 作品列表

### 歌手發行專輯╱單曲
| 年份       | 參與工作                               | 演唱者&作品                                                         | 收錄專輯                                        |
| ---------- | -------------------------------------- | ------------------------------------------------------------------- | ----------------------------------------------- |
| 2008年9月  | 吉他                                   | S.H.E《沿海公路的出口》                                             | 《我的电台FM S.H.E》專輯                        |
| 2008年10月 | 作曲                                   | 潘裕文《老夫老妻》                                                  | 《夏雨詩》專輯                                  |
| 2009年8月  | 編曲                                   | 景行廳男孩《千人迷》                                                | 《千人迷》專輯                                  |
| 2009年8月  | 編曲                                   | 景行廳男孩《黑麻麻》                                                | 《千人迷》專輯                                  |
| 2009年10月 | 編曲、吉他                             | 林宥嘉《唐人街》                                                    | 《感官/世界》專輯                               |
| 2009年11月 | 吉他                                   | 劉力揚《禮物》                                                      | 《轉寄劉力揚》專輯                              |
| 2009年11月 | 吉他                                   | 劉力揚《一個人就好》                                                | 《轉寄劉力揚》專輯                              |
| 2010年3月  | 編曲                                   | S.H.E《我愛雨夜花》                                                 | 《SHERO》專輯                                   |
| 2010年9月  | 吉他                                   | 飛輪海《很安靜》                                                    | 《太熱》專輯                                    |
| 2010年9月  | 作曲                                   | 飛輪海《誤會》                                                      | 《太熱》專輯                                    |
| 2010年9月  | 作曲、編曲                             | 飛輪海《心疼妳的心疼》                                              | 《太熱》專輯                                    |
| 2010年9月  | 作曲                                   | 飛輪海《守護星》                                                    | 《太熱》專輯                                    |
| 2010年9月  | 編曲、吉他                             | 田馥甄《我想我不會愛你》                                            | 《To Hebe》專輯 、《必娶女人》電視原聲帶        |
| 2010年11月 | 編曲                                   | 倪安東《第一課》                                                    | 《第一課》專輯                                  |
| 2010年11月 | 編曲、吉他                             | 倪安東《散場的擁抱》                                                | 《第一課》專輯                                  |
| 2010年12月 | 編曲                                   | SIGMA《世界這麼亂》                                                 | 《首張同名專輯》專輯                            |
| 2010年12月 | 編曲                                   | SIGMA《後男友》                                                     | 《首張同名專輯》專輯                            |
| 2011年1月  | 編曲                                   | 丁噹《很愛過》                                                      | 《未來的情人》專輯                              |
| 2011年5月  | 編曲                                   | 林宥嘉《不換》                                                      | 《美妙生活》專輯                                |
| 2011年9月  | 編曲                                   | 陳勢安&畢書盡《勢在必行》                                           | 《勢在必行》EP                                  |
| 2011年9月  | 編曲、吉他                             | 田馥甄《還是要幸福》                                                | 《My Love》專輯                                 |
| 2011年9月  | 編曲、吉他                             | 田馥甄《無事生非》                                                  | 《My Love》專輯                                 |
| 2011年10月 | 編曲                                   | 周蕙《冰塊》                                                        | 《自己的房間》專輯                              |
| 2011年12月 | 編曲                                   | 劉力揚《旅途》                                                      | 《旅途 - 心歌自選輯》專輯                       |
| 2011年12月 | 編曲                                   | 劉力揚《談感情》                                                    | 《旅途 - 心歌自選輯》專輯                       |
| 2012年3月  | 編曲                                   | 陳嘉樺《壞女孩》                                                    | 《我就是…》專輯                                 |
| 2012年6月  | 作曲、編曲、吉他                       | 林宥嘉《思凡》                                                      | 《大小說家》專輯、《必娶女人》電視原聲帶        |
| 2012年6月  | 作曲、編曲、和聲編寫                   | 林宥嘉《誘》                                                        | 《大小說家》專輯                                |
| 2012年6月  | 編曲、吉他                             | 林宥嘉《勉強幸福》                                                  | 《大小說家》專輯                                |
| 2012年6月  | 編曲                                   | 林宥嘉《拾荒》                                                      | 《大小說家》專輯                                |
| 2012年8月  | 編曲                                   | 汪東城《你在等什麼》                                                | 《你在等什麼》專輯                              |
| 2012年8月  | 編曲                                   | 汪東城《我們的劇本》                                                | 《你在等什麼》專輯                              |
| 2012年8月  | 編曲                                   | 汪東城《這裡沒有天使》                                              | 《你在等什麼》專輯                              |
| 2012年8月  | 作曲、編曲                             | 汪東城《像你》                                                      | 《你在等什麼》專輯                              |
| 2012年8月  | 編曲、吉他                             | 汪東城《替我》                                                      | 《你在等什麼》專輯                              |
| 2012年10月 | 作曲、編曲                             | 魏暉倪《包圍》                                                      | 《微戀愛》專輯                                  |
| 2012年10月 | 作詞、作曲、製作、編曲                 | 潘裕文《看見那道光》                                                | 《Listen to Clock 聽克拉克說》專輯              |
| 2012年10月 | 作詞、作曲、製作、編曲                 | 潘裕文《洞》                                                        | 《Listen to Clock 聽克拉克說》專輯              |
| 2012年10月 | 作曲、編曲                             | 炎亞綸《比寂寞更寂寞》                                              | 《紀念日》專輯                                  |
| 2012年10月 | 作曲、編曲                             | 炎亞綸《少來》                                                      | 《紀念日》專輯                                  |
| 2012年10月 | 作曲、編曲                             | 炎亞綸《逾時不候的永恆》                                            | 《紀念日》專輯                                  |
| 2012年10月 | 編曲                                   | 炎亞綸《原來》                                                      | 《紀念日》專輯                                  |
| 2012年11月 | 編曲                                   | 盧廣仲《歐拉拉呼呼》                                                | 《有吉他的流行歌曲》專輯                        |
| 2012年11月 | 編曲、吉他                             | S.H.E《迫不及待》                                                   | 《花又開好了》專輯                              |
| 2012年11月 | 編曲、吉他                             | S.H.E《花又開好了》                                                 | 《花又開好了》專輯                              |
| 2012年11月 | 作曲、編曲                             | S.H.E《心還是熱的》                                                 | 《花又開好了》專輯                              |
| 2012年11月 | 編曲、吉他                             | S.H.E《還我》                                                       | 《花又開好了》專輯                              |
| 2012年11月 | 編曲、吉他                             | S.H.E《後來後來》                                                   | 《花又開好了》專輯                              |
| 2012年11月 | 編曲                                   | Popu Lady 《Kiss Me》                                               | 《一直一直愛》專輯                              |
| 2012年11月 | 編曲                                   | Popu Lady 《好想變蘋果》                                            | 《一直一直愛》專輯                              |
| 2013年     | 編曲                                   | 拉卡.飛琅《瀘沽湖》                                                 | 《流浪的歌》專輯                                |
| 2013年3月  | 編曲                                   | 動力火車《光》                                                      | 《光》專輯                                      |
| 2013年3月  | 編曲                                   | 動力火車《世界之大》                                                | 《光》專輯                                      |
| 2013年3月  | 編曲                                   | 動力火車《艾琳娜》                                                  | 《光》專輯                                      |
| 2013年3月  | 編曲                                   | 動力火車《光榮角色》                                                | 《光》專輯                                      |
| 2013年3月  | 編曲                                   | 動力火車《殘缺的完整》                                              | 《光》專輯                                      |
| 2013年3月  | 編曲                                   | 動力火車《珍惜》                                                    | 《光》專輯                                      |
| 2013年3月  | 編曲                                   | 動力火車《奉陪》                                                    | 《光》專輯                                      |
| 2013年5月  | 編曲                                   | 劉若英《幸福不是情歌》                                              | 《親愛的路人》專輯                              |
| 2013年9月  | 作曲、編曲                             | Popu Lady《戀愛元氣彈》                                             | 《小未來》專輯                                  |
| 2013年9月  | 作曲、編曲                             | Popu Lady《小未來》                                                 | 《小未來》專輯                                  |
| 2013年9月  | 編曲                                   | Popu Lady《融化了》                                                 | 《小未來》專輯                                  |
| 2013年9月  | 作曲                                   | 張赫宣《瘋》                                                        | 《宣言》專輯                                    |
| 2013年10月 | 編曲                                   | 周蕙《人間》                                                        | 《我看見的世界》專輯                            |
| 2013年10月 | 編曲                                   | 周蕙《給從前》                                                      | 《我看見的世界》專輯                            |
| 2013年10月 | 編曲、吉他                             | 倪安東《一切都是因為愛》                                            | 《Friends》專輯                                 |
| 2013年10月 | 編曲                                   | 倪安東《見外》                                                      | 《Friends》專輯                                 |
| 2013年10月 | 編曲                                   | 劉思涵《就因為》                                                    | 《擁抱你》專輯                                  |
| 2013年10月 | 編曲                                   | 陳勢安《非你不可》                                                  | 《非你不可》專輯                                |
| 2013年10月 | 編曲                                   | 劉思涵&戴佩妮《只要我開心》                                         | 《擁抱你》專輯                                  |
| 2013年11月 | 編曲                                   | 田馥甄《渺小》                                                      | 《渺小》專輯                                    |
| 2013年11月 | 編曲、吉他、貝斯                       | 田馥甄《終身大事》                                                  | 《渺小》專輯                                    |
| 2013年11月 | 編曲、吉他、貝斯                       | 田馥甄《不醉不會》                                                  | 《渺小》專輯                                    |
| 2013年12月 | 作曲、製作、編曲                       | 潘裕文《渴》                                                        | 《渴》專輯                                      |
| 2013年12月 | 編曲、吉他                             | 家家《睡衣Party》                                                   | 《為你的寂寞唱歌》專輯                          |
| 2014年4月  | 編曲                                   | 炎亞綸《這不是我》                                                  | 《Drama》專輯                                   |
| 2014年4月  | 作曲、編曲                             | 炎亞綸《多餘的我》                                                  | 《Drama》專輯                                   |
| 2014年4月  | 編曲                                   | 炎亞綸《沒規矩》                                                    | 《Drama》專輯                                   |
| 2014年5月  | 編曲                                   | 李千娜《不上班》                                                    | 《愛到站了》合輯                                |
| 2014年5月  | 編曲                                   | 蘇永康《無可奉告》                                                  | 《28》專輯                                      |
| 2014年6月  | 作曲                                   | 炎亞綸《一刀不剪》                                                  | 《Cut》專輯                                     |
| 2014年8月  | 編曲                                   | Popu Lady《Just Say It》                                            | 《More》專輯                                    |
| 2014年8月  | 編曲                                   | Popu Lady《好好》                                                   | 《More》專輯                                    |
| 2014年8月  | 編曲                                   | Popu Lady《越跳越愛》                                               | 《More》專輯                                    |
| 2014年8月  | 編曲                                   | 安心亞《U HOOO》                                                    | 《在一起》專輯                                  |
| 2014年8月  | 編曲                                   | 安心亞《你所不知道的我》                                            | 《在一起》專輯                                  |
| 2014年8月  | 編曲                                   | 梁漢文《一步步》                                                    | 《聽感》專輯                                    |
| 2014年9月  | 編曲                                   | 安心亞《在一起》                                                    | 《在一起》專輯                                  |
| 2014年9月  | 編曲、吉他                             | 辰亦儒《還在夏天呢》                                                | 《還在夏天呢》專輯                              |
| 2014年9月  | 編曲、吉他                             | 辰亦儒《把話說開》                                                  | 《還在夏天呢》專輯                              |
| 2014年9月  | 編曲、吉他                             | 辰亦儒《聞七起武》                                                  | 《還在夏天呢》專輯                              |
| 2014年9月  | 編曲                                   | 辰亦儒《交換人生》                                                  | 《還在夏天呢》專輯                              |
| 2014年10月 | 編曲                                   | 李其燊《哭為你笑為你》                                              | 《哭為你笑為你》專輯                            |
| 2014年10月 | 編曲                                   | 李其燊《I Love You》                                                | 《哭為你笑為你》專輯                            |
| 2014年10月 | 編曲                                   | 傅又宣《情時多雨》                                                  | 《愛．這件事情》EP                              |
| 2014年11月 | 編曲                                   | 蔡依林《自愛自受》                                                  | 《呸》專輯                                      |
| 2014年11月 | 編曲                                   | 陳盛宇《熱愛》                                                      | 《不管別人怎麼說》專輯                          |
| 2014年12月 | 編曲                                   | 楊丞琳《其實我們值得幸褔》                                          | 《雙丞戲》專輯                                  |
| 2014年12月 | 編曲                                   | 高以馨（孫羽希）《褪殼》                                            | 《褪殼》專輯                                    |
| 2014年12月 | 編曲                                   | 曾沛慈《多年後》                                                    | 《我是曾沛慈 I'm Pets》專輯                     |
| 2015年1月  | 編曲、吉他、貝斯                       | Selina 任家萱《值得為你》                                           | 《3.1415》專輯                                  |
| 2015年2月  | 編曲、混音                             | The Writers 寫手《剪一段我》                                        |                                                 |
| 2015年3月  | 編曲                                   | 信《如果你還在就好了》                                              | 《反正我信了 》專輯                             |
| 2015年3月  | 編曲、吉他、貝斯、弦樂編寫             | 金玟岐《小人物》                                                    | 《完美世界》專輯                                |
| 2015年4月  | 編曲、吉他、貝斯                       | Ella 陳嘉樺《信愛成癮》                                             | 《Why Not》專輯                                 |
| 2015年6月  | 編曲                                   | 韋禮安《女孩》                                                      | 《女孩》單曲                                    |
| 2015年6月  | 製作、編曲                             | 徐逸超《勿忘我》                                                    | 《勿忘我》單曲                                  |
| 2015年6月  | 編曲                                   | 柳妍熙《一點都不痛》                                                | 《一點都不痛》專輯                              |
| 2015年6月  | 編曲                                   | S.H.E《離開地球表面》                                               | 《女也 Herstory with Mayday》五月天精選輯       |
| 2015年6月  | 作曲                                   | 陳麒安&杜忻恬《倆人份》                                             | 《倆人份》EP                                    |
| 2015年9月  | 編曲                                   | 男人幫《傷得起》                                                    | 《男人幫》專輯                                  |
| 2015年9月  | 編曲                                   | 吳汶芳《還有你》                                                    | 《汶亂，卻美好著》專輯                          |
| 2015年9月  | 編曲                                   | 吳汶芳《留給你的愛》                                                | 《汶亂，卻美好著》專輯                          |
| 2015年9月  | 編曲                                   | 吳汶芳《壞脾氣》                                                    | 《汶亂，卻美好著》專輯                          |
| 2015年9月  | 作曲                                   | SpeXial《攤牌》                                                     | 《Dangerous》專輯                               |
| 2015年12月 | 編曲                                   | 王心凌《去遠方》                                                    | 《敢要敢不要》專輯                              |
| 2015年12月 | 編曲、吉他                             | 朱俐靜《My Way》                                                    | 《My Way》EP                                    |
| 2015年12月 | 編曲                                   | 蔡旻佑《還沒往下想》                                                | 《我和我的布拉姆斯》專輯                        |
| 2015年12月 | 編曲                                   | 蘇運瑩《冥明》                                                      | 《冥明》專輯                                    |
| 2016年1月  | 編曲、吉他、貝斯                       | 范瑋琪《很久很久以後》                                              | 《范范的感恩節》專輯                            |
| 2016年2月  | 作曲、編曲                             | 郭靜《別惹哭我》                                                    | 《我們曾相愛》專輯                              |
| 2016年3月  | 作曲、編曲                             | 林芯儀《已讀我的已讀不回》                                          | 《I'm Singing》專輯                             |
| 2016年5月  | 編曲、吉他、貝斯                       | 艾怡良《寂寞無害》                                                  | 《說 艾怡良》專輯                               |
| 2016年6月  | 作曲、製作、編曲、吉他、和聲編寫、和聲 | 林宥嘉《熱血無賴》                                                  | 《今日營業中》專輯                              |
| 2016年11月 | 編曲                                   | 許仁杰《單身剛好》                                                  | 《單身剛好》EP                                  |
| 2016年12月 | 編曲                                   | 思衛(SWAY)《失速列車》                                              | 《不療癒系 Non-Healing》專輯                    |
| 2016年12月 | 作曲、編曲、製作                       | 張恆遠《黑色翅膀》                                                  | 《黑色翅膀》專輯                                |
| 2016年12月 | 作詞、作曲、編曲、製作                 | 張恆遠《沉默的玩笑》                                                | 《黑色翅膀》專輯                                |
| 2016年12月 | 作詞、作曲、編曲、製作                 | 張恆遠《好嗎》                                                      | 《黑色翅膀》專輯                                |
| 2016年12月 | 作曲、編曲、製作                       | 張恆遠《只是你不愛我》                                              | 《黑色翅膀》專輯                                |
| 2016年12月 | 作曲、編曲、製作                       | 張恆遠《你在我的時間裡寫詩》                                        | 《黑色翅膀》專輯                                |
| 2016年12月 | 作曲、編曲                             | 郭靜《我們曾相愛》                                                  | 《我們曾相愛》專輯                              |
| 2017年2月  | 編曲、吉他                             | 張瑋《綻》                                                          | 《綻》EP                                        |
| 2017年3月  | 編曲、木吉他                           | 林正《平行宇宙》                                                    | 《平行宇宙》EP                                  |
| 2017年7月  | 作曲、編曲、吉他、貝斯                 | 蕭亞軒《明天的秘密》                                                | 電影《心理罪》虐心推廣曲                        |
| 2017年8月  | 作詞、作曲                             | 潘瑋柏《根本沒愛過》                                                | 《illi 異類》專輯                               |
| 2017年8月  | 作曲、編曲                             | 陳芳語《再愛我一天》                                                | 《#Tag Me》專輯                                 |
| 2017年8月  | 作曲、編曲、製作人                     | 許書豪《100次告白》                                                 | 《100次告白》單曲                               |
| 2017年10月 | 編曲                                   | 陳曉東《辛苦了》                                                    | 《不唱情歌》EP，第⼆⾸主打曲                    |
| 2017年10月 | 作曲、編曲、製作人                     | Miss TaTa《餓餓》                                                   | 《餓餓》單曲                                    |
| 2018年1月  | 作曲、編曲、製作                       | 大山《愛會礙著誰》                                                  | 《山•拾》專輯                                   |
| 2018年1月  | 編曲                                   | 品冠《言外之意》                                                    | 《言外之意》專輯                                |
| 2018年1月  | 編曲                                   | 品冠《等》                                                          | 《言外之意》專輯                                |
| 2018年1月  | 製作人、作曲                           | 周定緯《魔範生》                                                    | 《周定緯》單曲                                  |
| 2018年3月  | 編曲                                   | 房東的貓《獨一》                                                    | 《柔軟》專輯                                    |
| 2018年11月 | 作曲、作詞                             | 陳思函《一天一點》                                                  | 《一天一點》單曲                                |
| 2018年12月 | 作曲                                   | 王心凌《沉睡的森林》                                                | 《CYNDILOVES2SING愛。心凌》專輯                 |
| 2019年     | 編曲、製作                             | 田亞霍《朋友很簡單》                                                | 《UNHERO》專輯                                  |
| 2019年1月  | 作曲                                   | 徐佳瑩《真的傻》                                                    | 《一吻定情》電影原聲帶                          |
| 2019年6月  | 編曲、吉他、貝斯                       | 陳嘉樺《都幾歲了》                                                  |                                                 |
| 2019年10月 | 編曲、製作                             | 王欣晨《Chosen One》                                                | 《CHOICE》首張專輯                              |
| 2019年11月 | 編曲、製作                             | noovy《共感時代 Y_OURS》                                            | 《共感時代 Y_OURS》EP                           |
| 2019年12月 | 編曲、製作                             | 陳明憙《天使禁獵區》                                                | 《天使禁獵區》EP                                |
| 2019年12月 | 編曲、製作                             | 陳明憙《迷失的自由》                                                | 《天使禁獵區》EP                                |
| 2019年12月 | 編曲、製作                             | 陳明憙《下一站你要去哪兒》                                          | 《天使禁獵區》EP                                |
| 2019年12月 | 作曲、編曲                             | 陳柏宇《化出個文化》                                                | 《Anyone But JASON》專輯                        |
| 2020年1月  | 作詞、編曲、製作人、吉他               | noovy《早鳥 Rising》                                                | 《早鳥 Rising》單曲                             |
| 2020年4月  | 編曲、製作                             | 孫耀威《時刻温柔》                                                  | 《時刻温柔》單曲                                |
| 2020年4月  | 編曲、製作                             | 陳瑾緗《一個人》                                                    | 《一個人》單曲                                  |
| 2020年8月  | 作曲、編曲、製作人                     | 廖唯穎 Ellie《愛夠了》                                              | 《愛夠了》單曲                                  |
| 2020年8月  | 編曲、製作人                           | 蔡佩軒《不愛自己的人》                                              | 《ARIEL》專輯                                   |
| 2020年8月  | 作詞、作曲、編曲、製作人               | 蔡佩軒《Shot一杯》                                                  | 《ARIEL》專輯                                   |
| 2020年8月  | 作詞、作曲、編曲、製作人               | 蔡佩軒《CHEERIO》                                                   | 《ARIEL》專輯                                   |
| 2020年8月  | 作詞、作曲、製作人                     | 蔡佩軒《CUPID》                                                     | 《ARIEL》專輯                                   |
| 2020年8月  | 作詞、作曲、編曲、製作人、和聲         | 蔡佩軒《對愛入座(feat.屁孩)》                                       | 《ARIEL》專輯                                   |
| 2020年8月  | 編曲、製作人                           | 蔡佩軒《我不是你的快樂》                                            | 《ARIEL》專輯                                   |
| 2020年8月  | 作詞、作曲、編曲、製作人               | 蔡佩軒《我就是喜歡我這樣》                                          | 《ARIEL》專輯                                   |
| 2020年8月  | 作曲                                   | 吳申梅 Gigi Wu《愛的彼句話》                                        | 《愛的彼句話》單曲                              |
| 2020年9月  | 作曲、编曲                             | 黄明志《你是我的青春》（摇滚卡农2020）                              | 《亚洲通才》专辑                                |
| 2020年9月  | 作曲、作詞、製作人                     | 徐若瑄《不敗的》                                                    | 《I'm V 》专辑                                  |
| 2020年9月  | 作曲、編曲、製作人                     | 徐若瑄《再見錯的人》                                                | 《I'm V 》专辑                                  |
| 2020年9月  | 作曲、作詞、製作人                     | 徐若瑄《好了啦(feat. 熊仔 & Shawn楊尚融)》                          | 《I'm V 》专辑                                  |
| 2020年9月  | 製作人                                 | 徐若瑄《傷不了我》                                                  | 《I'm V 》专辑                                  |
| 2020年10月 | 編曲、製作                             | 華承妍《Kiss N Run》                                                | 《ONE 玩!》專輯                                 |
| 2020年12月 | 製作人                                 | 張若凡《專屬天使》                                                  | 《專屬天使》單曲                                |
| 2021年1月  | 作曲、編曲、製作                       | 蔣卓嘉《愛的數學家》                                                | 《愛的數學家》單曲                              |
| 2021年3月  | 作曲、编曲、製作人                     | 梁心頤《戒掉你》                                                    | 《戒掉你》單曲                                  |
| 2021年3月  | 编曲                                   | 八三夭《我不需要每一個人都愛我》                                    | 《我不需要每一個人都愛我》單曲                  |
| 2021年4月  | 作曲、編曲、製作人、吉他               | PINK FUN《FOREVER PINK》                                            | 《FOREVER PINK》單曲                            |
| 2021年5月  | 編曲、製作人                           | 蔡佩軒《青春有你 2021》                                             | 《青春有你 2021》單曲                           |
| 2021年6月  | 作曲、編曲、製作                       | 徐若瑄《甩》                                                        | 《甩》單曲                                      |
| 2021年7月  | 作曲、編曲、製作                       | 江美琪《第一個愛人》                                                | 《第一個愛人》單曲                              |
| 2021年7月  | 作曲、作詞                             | 梁心頤《可惜不愛了》                                                | 《可惜不愛了》單曲                              |
| 2021年8月  | 作曲、編曲、製作                       | 蓋彼《斷尾求生》                                                    | 《斷尾求生》單曲                                |
| 2021年10月 | 作曲、作詞、編曲、製作                 | 洋蔥Onion Man《明明就很ㄍㄧㄥ但我還是喜歡妳 Tool Larry》            | 《明明就很ㄍㄧㄥ但我還是喜歡妳 Tool Larry》單曲 |
| 2021年11月 | 作曲                                   | 許光漢《一派輕鬆》                                                  | 《許光漢》專輯                                  |
| 2021年11月 | 作曲、編曲                             | 炎亞綸《Do U Think Of Me》                                          | 《Vacation》專輯                                |
| 2021年11月 | 製作人、編曲、吉他                     | 韩佩泉《心之所向》                                                  | 《心之所向》單曲                                |
| 2022年1月  | 作曲、作詞、編曲、製作                 | 黃氏兄弟《Bye了極限》                                               | 《Bye了極限》單曲                               |
| 2022年1月  | 編曲                                   | 八三夭 831《我不想你想你了》                                        | 《我不想你想你了》單曲                          |
| 2022年2月  | 作曲、作詞、編曲、製作、吉他           | 洋蔥Onion Man《明顯是個狠角色》                                     | 《明顯是個狠角色》單曲                          |
| 2022年4月  | 作曲                                   | 陳明憙《多謝恐懼》                                                  | 《多謝恐懼》單曲                                |
| 2022年4月  | 製作人、編曲                           | 張凱喆《告別的情歌》                                                | 《告別的情歌》單曲                              |
| 2022年5月  | 製作人、詞曲                           | PINK FUN《可以呀Kya》                                               | 《可以呀Kya》EP                                 |
| 2022年5月  | 製作人、作曲、編曲                     | 邱軍《不是不會痛》                                                  | 《不是不會痛》單曲                              |
| 2022年5月  | 作曲、作詞                             | 晨悠CHENYO《牽妳的手像妳牽著我》                                    | 《牽妳的手像妳牽著我》單曲                      |
| 2022年6月  | 製作人、作曲、編曲、吉他               | PINK FUN《你讓我發芬》                                              | 《你讓我發芬》單曲                              |
| 2022年7月  | 製作人、編曲                           | 陳零九《10000次》                                                   | 《10000次》單曲                                 |
| 2022年8月  | 製作人、作曲、編曲                     | 王彙筑《愛究竟會是什麼顏色》                                        | 《愛究竟會是什麼顏色》單曲                      |
| 2022年10月 | 製作人、詞曲、編曲                     | 洋蔥 feat. 吳以悠《回到最初愛上你》                                 | 《回到最初愛上你》單曲                          |
| 2022年12月 | 製作人                                 | 柏霖《逃或瘋掉》                                                    | 《野蠻之荒》專輯                                |
| 2022年12月 | 製作人、編曲                           | 柏霖《走火入魔》                                                    | 《野蠻之荒》專輯                                |
| 2022年12月 | 製作人、作曲、編曲                     | 柏霖《親害的》                                                      | 《野蠻之荒》專輯                                |
| 2022年12月 | 製作人、作曲、編曲                     | 柏霖《不必》                                                        | 《野蠻之荒》專輯                                |
| 2022年12月 | 製作人、吉他                           | 柏霖《耳後》                                                        | 《野蠻之荒》專輯                                |
| 2022年12月 | 製作人、編曲、吉他                     | 柏霖《想要吐》                                                      | 《野蠻之荒》專輯                                |
| 2022年12月 | 製作人、作曲、編曲                     | 柏霖《再一次》                                                      | 《野蠻之荒》專輯                                |
| 2022年12月 | 製作人、作曲、編曲、吉他               | 柏霖《安好》                                                        | 《野蠻之荒》專輯                                |
| 2022年12月 | 製作人、作曲、編曲、吉他               | 柏霖《白開水》                                                      | 《野蠻之荒》專輯                                |
| 2022年12月 | 製作人、編曲、吉他                     | 柏霖《野蠻之荒》                                                    | 《野蠻之荒》專輯                                |
| 2022年12月 | 製作人、作詞、作曲、編曲               | 李東軒《對吧》                                                      | 《對吧》單曲                                    |
| 2022年12月 | 作曲                                   | 張若凡《甜噩夢》                                                    | 《甜噩夢》單曲                                  |
| 2022年12月 | 製作人、編曲、吉他                     | ANGIE安吉《Unloving U》                                             | 《Unloving U》單曲                              |
| 2022年12月 | 製作人、作曲                           | Ozone《Unicorn》                                                    | 《Unicorn》單曲                                 |
| 2022年12月 | 製作人、編曲                           | PINK FUN《Cappuccino》                                              | 《Cappuccino》單曲                              |
| 2023年3月  | 製作人、編曲                           | 徐若瑄Vivian《翅膀 Wings》                                          | 《翅膀 Wings》單曲                              |
| 2023年3月  | 製作人、吉他                           | Ozone《Purple Days》                                                | 《Purple Days》單曲                             |
| 2023年4月  | 作曲                                   | 葉巧琳《綜藝魂》                                                    | 《The Odyssey of Freya》專輯                    |
| 2023年5月  | 製作人、作曲、編曲                     | Ozone 佳辰《妳讓我變成相思病狂的zombie (I'm Your Lovesick Zombie)》 | 《I'm Your Lovesick Zombie》單曲                |
| 2023年6月  | 製作人、作曲、編曲                     | ANGIE安吉《Laladream》                                              | 《ANGIE安吉》同名EP                             |
| 2023年6月  | 製作人、編曲、吉他                     | ANGIE安吉《To The Starz》                                           | 《ANGIE安吉》同名EP                             |
| 2023年6月  | 製作人、作曲、編曲、吉他               | ANGIE安吉《Goodbye, My Love》                                       | 《ANGIE安吉》同名EP                             |
| 2023年6月  | 製作人、吉他                           | ANGIE安吉《我夢見你做壞事 Bad Dream》                               | 《ANGIE安吉》同名EP                             |
| 2023年7月  | 製作人、作曲、編曲                     | 晨悠CHENYO《去你的平行宇宙》                                        | 《去你的平行宇宙》專輯                          |
| 2023年7月  | 製作人、作曲、作詞、編曲               | 晨悠CHENYO《謝謝你恨我》                                            | 《去你的平行宇宙》專輯                          |
| 2023年7月  | 製作人、吉他                           | 晨悠CHENYO《趁著夜色朦朧等你說愛我》                                | 《去你的平行宇宙》專輯                          |
| 2023年7月  | 製作人、吉他                           | 晨悠CHENYO《你憑什麼更幸福呢》                                      | 《去你的平行宇宙》專輯                          |
| 2023年7月  | 製作人、作曲、作詞、編曲               | 晨悠CHENYO《蠻好聽的其實》(feat. 陳零九Nine Chen)                   | 《去你的平行宇宙》專輯                          |
| 2023年7月  | 製作人、作曲、編曲                     | 晨悠CHENYO《你說得容易》                                            | 《去你的平行宇宙》專輯                          |
| 2023年7月  | 製作人、作曲、編曲                     | 晨悠CHENYO《最短的咒語》                                            | 《去你的平行宇宙》專輯                          |
| 2023年7月  | 製作人、編曲                           | 晨悠CHENYO《不愛不散》                                              | 《去你的平行宇宙》專輯                          |
| 2023年7月  | 製作人、作曲、作詞、編曲               | 晨悠CHENYO《甘安捏》                                                | 《去你的平行宇宙》專輯                          |
| 2023年7月  | 製作人、作曲、編曲                     | 晨悠CHENYO《我愛我的失態》                                          | 《去你的平行宇宙》專輯                          |
| 2023年10月 | 作曲、作詞、編曲                       | 王心凌《浮誇》                                                      | 《BITE BACK》專輯                               |
| 2023年10月 | 作曲、作詞、編曲                       | 王心凌《人間遇見》                                                  | 《BITE BACK》專輯                               |
| 2024年1月  | 製作人、编曲                           | 邱軍《愛不愛我》                                                    | 《情歌手》專輯                                  |
| 2024年2月  | 编曲                                   | 邱軍《運轉人生》                                                    | 《情歌手》專輯                                  |
| 2024年2月  | 製作人、编曲                           | 邱軍《傷心太平洋》                                                  | 《情歌手》專輯                                  |
| 2024年2月  | 製作人、编曲                           | 邱軍《就好了》                                                      | 《情歌手》專輯                                  |
| 2024年2月  | 製作人、编曲                           | 邱軍《值得》                                                        | 《情歌手》專輯                                  |
| 2024年2月  | 製作人、编曲                           | 邱軍《太想愛你》                                                    | 《情歌手》專輯                                  |
| 2024年2月  | 製作人、编曲                           | 邱軍《下個地方》                                                    | 《情歌手》專輯                                  |

### 影劇原聲帶╱綜藝節目╱其他
| 年份       | 參與工作                             | 演唱者&作品                                     | 收錄專輯                                       |
| ---------- | ------------------------------------ | ----------------------------------------------- | ---------------------------------------------- |
| 2013年1月  | 編曲                                 | 安心亞《沒有你的明天》                          | 電視劇《仁顯皇后的男人》片尾曲                 |
| 2013年5月  | 編曲                                 | 畢書盡《流星飛過》                              | 韓劇《愛上王世子片頭曲》                       |
| 2014年7月  | 編曲                                 | 王詩安《剛剛好》                                | 《終極X宿舍》電視原聲帶                        |
| 2014年     | 編曲                                 | 餘楓《觸發無限》                                | 《中國好聲音》第四季集結曲                     |
| 2014年2月  | 編曲                                 | 任家萱《青春是》                                | 《大稻埕》電影原聲帶                           |
| 2014年6月  | 編曲                                 | Popu Lady《蜜糖》                               | 《勇敢說出我愛你》電視原聲帶                   |
| 2014年7月  | 編曲                                 | 黃鴻升《有感情歌》                              | 《巷弄裡的那家書店》電視原聲帶                 |
| 2014年8月  | 編曲、吉他、貝斯、鼓                 | 田馥甄《熱情》                                  | 《2014護舒寶》廣告曲                           |
| 2014年10月 | 編曲                                 | 劉若英《半路》                                  | 電視劇《半路父子》片頭曲                       |
| 2015年5月  | 編曲                                 | S.H.E《你曾是少年》                             | 電影《少年班》主題曲                           |
| 2015年9月  | 編曲                                 | 吳汶芳《壞脾氣》                                | 民視偶像劇《星座愛情牡羊女》片尾曲             |
| 2015年9月  | 編曲                                 | 楊蒨時《每個第三者》                            | 電視劇《致，第三者》插曲                       |
| 2015年10月 | 作曲、編曲、吉他                     | 田馥甄《小幸運》                                | 《我的少女時代電影原聲帶》                     |
| 2015年10月 | 作曲、編曲                           | Popu Lady《你說他》                             | 《我的少女時代電影原聲帶》                     |
| 2015年11月 | 編曲、吉他、貝斯                     | 阿沁&曾之喬《見招拆招》                         | 《必娶女人》電視原聲帶                         |
| 2015年11月 | 編曲、吉他、貝斯、鼓                 | 閻奕格《我何必》                                | 《必娶女人》電視原聲帶                         |
| 2015年11月 | 編曲、吉他、貝斯                     | Popu Lady《愛．接招》                           | 《必娶女人》電視原聲帶                         |
| 2015年12月 | 編曲                                 | 田馥甄《姐》                                    | 《追婚日記》電影原聲帶                         |
| 2015年12月 | 作曲、編曲                           | 閻奕格《也可以》                                | 《追婚日記》電影原聲帶                         |
| 2015年12月 | 作曲、編曲                           | 顏志琳《愛不顧身》                              | 《追婚日記》電影原聲帶                         |
| 2015年12月 | 作曲、編曲                           | 閻奕格《盔甲》                                  | 《秦時明月》電視原聲帶                         |
| 2015年12月 | 編曲                                 | 周蕙《當歸》                                    | 《秦時明月》電視原聲帶                         |
| 2016年2月  | 編曲                                 | 徐佳瑩《光之翼》                                | 《 2016元宵喜樂會 》                           |
| 2016年5月  | 編曲                                 | S.H.E《殊途》                                   | 《仙劍雲之凡》電視原聲帶                       |
| 2016年6月  | 編曲                                 | 畢書盡《I Will Miss You》                       | 偶像劇《狼王子》插曲                           |
| 2016年6月  | 編曲                                 | 畢書盡《Maybe Baby》                            | 華劇《我的極品男友》插曲                       |
| 2016年7月  | 編曲                                 | 吳莫愁《五環之歌》                              | 節目《蓋世英雄》                               |
| 2017年1月  | 作詞、作曲、製作                     | Popu Lady《Sleep Can Wait》                     | OSIM Sundown Marathon 2017宣傳曲               |
| 2017年5月  | 編曲                                 | 陳彥允《夢中情人》                              | 電視劇《藍⾊海洋的傳說》⽚頭曲                 |
| 2017年5月  | 編曲、製作                           | 劉明湘《吻別》                                  | 2017《經典特調 I》 (改編)                      |
| 2016年12月 | 編曲                                 | 李玉壐《討厭喜歡你》                            | 電視劇《惡作劇之吻》⽚頭曲                     |
| 2016年12月 | 編曲                                 | 田馥甄《PLAY我呸》                              | 《夢想的聲音》第8期                            |
| 2017年6月  | 編曲、製作                           | 吳卓源《心動》                                  | 2017《經典特調 II》 (改編)                     |
| 2017年7月  | 編曲                                 | 王竟力《开到荼蘼》                              | 騰訊⾳樂節目《明⽇之⼦》第七季                 |
| 2017年10月 | 編曲、混音                           | 吳莫愁《信天遊》                                | 《中國新歌聲2》第13期                          |
| 2018年4月  | 作曲、編曲                           | 陳嘉樺《終於愛情》                              | 《脫單告急》主題曲                             |
| 2018年5月  | 作詞、作曲                           | 吳莫愁《貪玩藍月》                              | 網遊《貪玩藍月》主題曲                         |
| 2019年3月  | 編曲、吉他、貝斯                     | 郁可唯《路過人間》                              | 電視劇《我們與惡的距離》插曲                   |
| 2019年11月 | 編曲                                 | 八三夭《想見你想見你想見你》                    | 《想見你》電視原聲帶                           |
| 2020年4月  | 作詞、作曲、編曲、製作人、配唱製作人 | 蔡佩軒《愛到明仔載》                            | 電視劇《若是一個人》片頭曲                     |
| 2020年5月  | 作曲、編曲                           | 蔡佩軒《記得捨不得》                            | 電視劇《浪漫輸給你》片頭曲                     |
| 2020年6月  | 編曲、製作                           | 張立昂《輸給你》                                | 電視劇《浪漫輸給你》片尾曲                     |
| 2020年7月  | 作曲、編曲                           | 蔡佩軒《回不去的海》                            | 電視劇《浪漫輸給你》插曲                       |
| 2020年7月  | 作詞、作曲、編曲                     | 雪鑽石《馬可波羅》                              | 節目《DD52》比賽曲目                           |
| 2020年7月  | 作詞、作曲、編曲、製作人             | 雪鑽石《關於維納斯的謠言》                      | 節目《DD52》比賽曲目                           |
| 2020年10月 | 作曲                                 | 張韶涵《月半愛麗絲》                            | 《月半愛麗絲 Oversize Love OST電影同名主題曲》 |
| 2021年5月  | 作曲、編曲、製作人                   | 韋禮安《因為是你》                              | 電視劇《火神的眼淚》片頭曲                     |
| 2021年5月  | 編曲                                 | 柏霖《我的愛人》                                | 電視劇《火神的眼淚》插曲                       |
| 2021年5月  | 作詞、作曲、編曲、製作人             | 柏霖《Lullaby》                                 | 電視劇《火神的眼淚》插曲                       |
| 2021年10月 | 編曲、製作人                         | 莫文蔚《完美不完美 Perfect Imperfect》          | 影集《2049》主題曲                             |
| 2021年10月 | 編曲、製作人                         | 徐若瑄《數星星的你 Counting Stars》             | 影集《2049》插曲                               |
| 2021年10月 | 作詞、作曲、編曲、吉他、製作         | 柏霖《花言巧語》                                | 影集《2049》插曲                               |
| 2021年10月 | 作曲、作詞、編曲、吉他、製作         | Shawn尚融《It's Time》                          | 影集《2049》插曲                               |
| 2021年11月 | 作曲、編曲、吉他、製作               | 韋禮安《如果可以》                              | 電影《月老》主題曲                             |
| 2022年1月  | 製作                                 | 張若凡《唯一的你》                              | 韓劇《現正分手中》中文主題曲                   |
| 2022年3月  | 製作人、詞曲、編曲、吉他             | Shawn尚融《曖昧關係》                           | 《基因決定我愛你》插曲                         |
| 2022年3月  | 製作人、作曲、編曲、吉他             | 柏霖《蝴蝶》                                    | 《基因決定我愛你》片尾曲                       |
| 2022年4月  | 製作人、作曲、編曲、吉他             | 柏霖《來不及的告白》                            | 《額外旅程》片頭曲                             |
| 2022年6月  | 作曲、編曲、吉他、製作、混音         | 張若凡《我陪你好嗎》                            | bilibili & Disney+《正義的算法》插曲           |
| 2022年9月  | 吉他、製作、混音                     | 張若凡《非必要的美好小事》                      | 三立電視《門當互懟愛上你》片頭曲               |
| 2022年10月 | 製作人、編曲、配唱                   | Shawn尚融《可以就這樣的話》                     | 都會耽美 BL 劇《我的牙想你》插曲               |
| 2023年1月  | 製作人、編曲、作曲、吉他             | 炎亞綸《寂寞的另一端 The Other Side of Lonely》 | 電影《我的婆婆怎麼把OO搞丟了》主題曲           |
| 2023年1月  | 製作人、編曲                         | 彭佳慧 Julia Peng《一家伙仔 Altogether》        | 電影「詐團圓」主題曲                           |

## 演唱會相關
S.H.E《愛而為一世界巡迴演唱會》擔任：吉他手

## 參看
Canon Rock (JerryC) - The Original （页面存档备份，存于）
- Canon Rock
- Funtwo

## 外部連結
- JerryC的Facebook專頁
- 張逸帆的Instagram帳戶
- Yellout Culture YT頻道 （页面存档备份，存于）